# Carlo Borromeo
Carlo Borromeo, född 2 oktober 1538 i närheten av Arona vid Lago Maggiore, död 3 november 1584 i Milano, var en italiensk präst, ärkebiskop av Milano och kardinal. Han var en av den katolska motreformationens främsta gestalter. Carlo Borromeo vördas som helgon inom Romersk-katolska kyrkan. Hans minnesdag firas den 4 november.

## Biografi
Carlo Borromeo föddes på slottet i Arona som andre son till greve Giberto II Borromeo och hans hustru Margherita de Medici, som var syster till den blivande påve Pius IV. Såsom andre son var Carlo ämnad för kyrkan och emottog tonsuren när han var tolv år. Samtidigt sändes han för studier till Milano, men fortsatte studierna i Pavia, där han försenad av familjens affärer doktorerade först 1559, i civil och kanonisk rätt.
Tämligen omedelbart efter att Pius IV blivit påve utsågs Borromeo den 31 januari 1560, vid 21 års ålder, till kardinaldiakon med Santi Vito e Modesto som diakonia. Tre år senare utsågs han till kardinalpräst med Santi Silvestro e Martino ai Monti som titelkyrka. Han fick ytterligare flera uppdrag av sin morbror, såsom legat över Bologna, Romagna, och Markerna, apostolisk beskyddare av Portugal, Schweiz och delar av Tyskland samt över franciskanorden, karmelitorden, Malteserorden och Heliga gravens av Jerusalem orden.
Han prästvigdes sent, i hemlighet 1563, och i december samma år vigdes han till biskop. Som ärkebiskop av Milano, dit han anlände 1565, verkade han för att genomföra besluten från Tridentinska mötet, vid vilket han hade närvarat. I synnerhet vinnlade han sig om kyrkomusiken, och han gav Palestrina i uppdrag att komponera tre mässor, samt om utbildning och om kyrkotukten bland prästerna. Han var en av tre kardinaler som översåg tillblivelsen av Catechismus Romanus. I egenskap av ledare för sitt stift var Borromeo angelägen om teologin bakom botens sakrament. Han inrättade en skola som kan ses som en föregångare till söndagsskolan.
I oktober 1564 utsågs Borromeo till ärkepräst av Santa Maria Maggiore, en post han innehade i drygt åtta år. Påföljande månad överflyttades hans titelkyrka till Santa Prassede, vars titular han var fram till sin död tjugo år senare.
Under 1570-talet begav sig Borromeo, med risk för sitt liv, till Schweiz för att omvända några kantoner som avvikit från kyrkans lära. Efter sin återkomst utsågs han till storpotentiär. Tillbaka i sitt ärkestift lät han uppföra ett högre läroverk för adeln i Milano.
Pesten drabbade Milano 1576, och Borromeo deltog då personligen i vården av de sjuka och begravandet av de döda. Hans motto var Humilitas (latin ’ödmjukhet’).
Carlo Borromeo har fått sitt sista vilorum i Milanos katedral. Hans kropp uppges vara i stort sett oförmultnad.
Den kvinnliga orden borromäussystrarna bär hans namn.

## Bilder
| - Relikvarium med den helige Carlos hjärta i basilikan Santi Ambrogio e Carlo al Corso i Rom. |